# 퉈팡잉역
퉈팡잉역(중국어: 驼房营站)은 중국 베이징시 차오양구 주셴차오 가도 완훙로·퉈팡잉로 교차로 동측에 위치한 베이징 지하철 12호선의 지하철역이다. 이 역은 12호선의 1단계로 2024년 12월 15일에 개통하였다.

## 역 구조

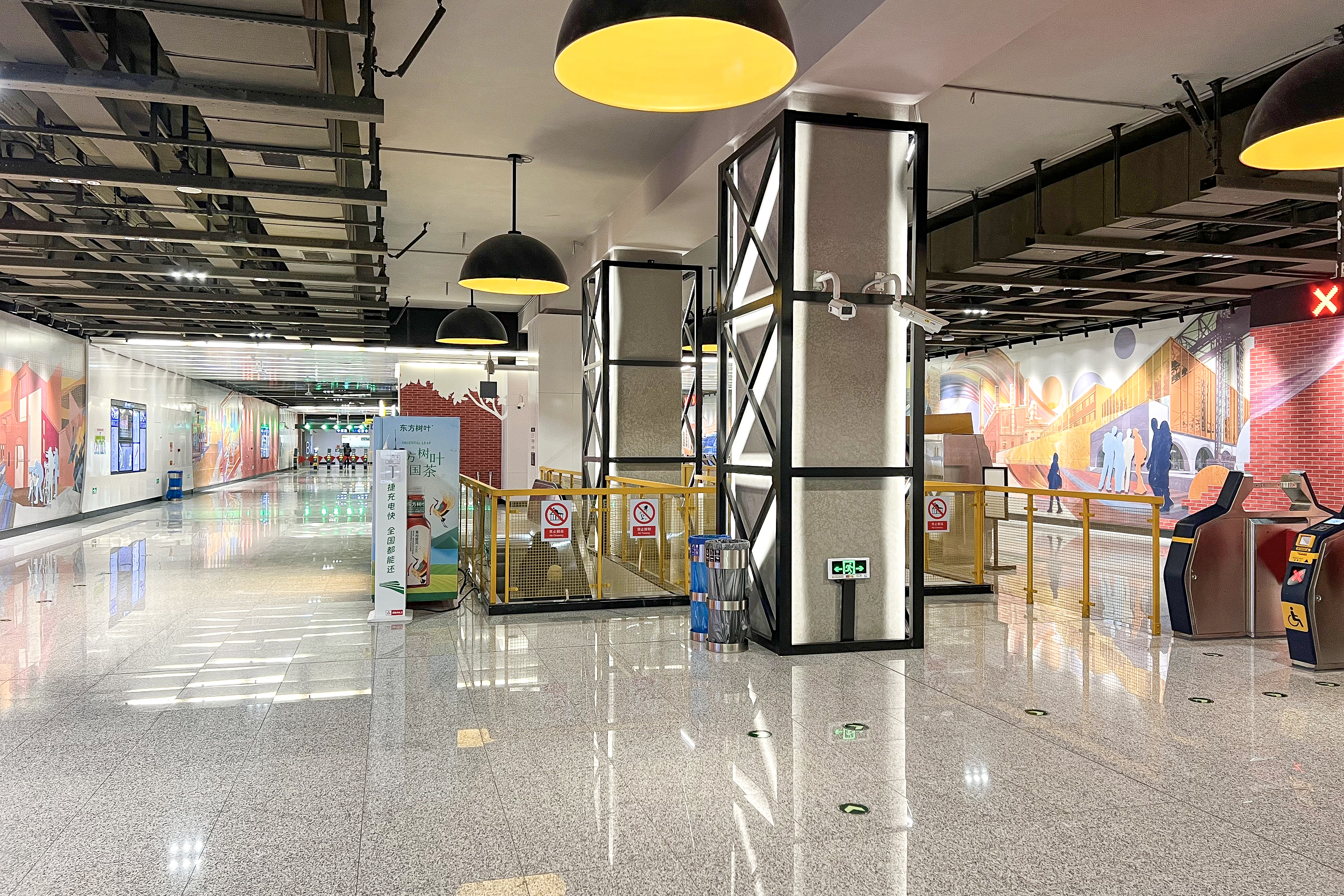
대합실

이 역은 지하 2층 1면 2선 섬식 승강장의 역이다. 798예술구와 가깝기 때문에 역 장식은 산업 스타일을 채택하였으며, 대합실에는 싱 샤오린(邢晓林)이 제작한 도예 벽화 "기억《记忆》", "승재《承载》", "치경《致敬》" 및 "출발《出发》"은, 798년과 751년을 공장의 발전 역사를 표현한다.

### 층별 구조
| 지면     | 가도                            | 출입구                                |
| 지하 1층 | 대합실                          | 고객센터, 자동 발매기, 출입 게이트    |
| 지하 2층 | ←                               | ■ 12호선 쓰지칭차오 방면 (가오자위안) |
| 지하 2층 | 섬식 승강장, 왼쪽 출입문이 열림 |                                       |
| 지하 2층 | →                               | ■ 12호선 둥바베이 방면 (둥바시)       |

## 역사
이 역의 공사 당시 역명은 주셴차오역(酒仙桥站)이었고, 이후 12호선 역명 제정 계획에 따라 2024년 1월 3일 현재의 역명으로 제정되었다.

## 출입구
본 역에는 4개의 출입구가 있다.
|                         |                         |           |      |             |
| 출구                    | 지시                    | 출구 인근 | 사진 | 무장애 시설 |
| 出口 · A                | 완훙로(万红路)          |           |      |             |
| 出口 · B                | 산업원 중로(产业园中路) |           |      | 빈칸        |
| 出口 · C                | 완훙로(万红路)          |           |      |             |
| 出口 · D                | 완훙로(万红路)          |           |      | 빈칸        |
| 아이콘 설명: 엘리베이터 |                         |           |      |             |